# San Paolo di Jesi
San Paolo di Jesi é uma comuna italiana da região dos Marche, província de Ancona, com cerca de 840 habitantes. Estende-se por uma área de 10 km², tendo uma densidade populacional de 84 hab/km². Faz fronteira com Cupramontana, Jesi, Monte Roberto, Staffolo.

## Demografia
| Variação demográfica do município entre 1861 e 2011                               |
|                                                                                   |
| Fonte: Istituto Nazionale di Statistica (ISTAT) - Elaboração gráfica da Wikipedia |